# Nardho
Nardho (en népalais : नर्घो) est un comité de développement villageois du Népal situé dans le district de Saptari. Au recensement de 2011, il comptait 7 235 habitants.